# Unterseeboot 722
L'Unterseeboot 722 ou U-722 est un sous-marin allemand (U-Boot) de type VIIC utilisé par la Kriegsmarine pendant la Seconde Guerre mondiale.
Le sous-marin fut commandé le 25 août 1941 à Hambourg (H. C. Stülcken Sohn), sa quille fut posée le 21 décembre 1942, il fut lancé le 21 septembre 1943 et mis en service le 15 décembre 1943 sous le commandement du Leutnant zur See Hans-Heinrich Reimers.
Il fut coulé dans l'Atlantique Nord par la Royal Navy, en mars 1945.

## Conception
Unterseeboot type VII, l'U-722 avait un déplacement de 769 tonnes en surface et 871 tonnes en plongée. Il avait une longueur totale de 67,10 m, un maître-bau de 6,20 m, une hauteur de 9,60 m et un tirant d'eau de 4,74 m. Le sous-marin était propulsé par deux hélices de 1,23 m, deux moteurs diesel Germaniawerft M6V 40/46 de 6 cylindres en ligne de 1 400 cv à 470 tr/min, produisant un total de 2 060 à 2 350 kW en surface et de deux moteurs électriques Garbe, Lahmeyer & Co. RP 137/c de 375 cv à 295 tr/min, produisant un total 550 kW, en plongée. Le sous-marin avait une vitesse en surface de 17,7 nœuds (32,8 km/h) et une vitesse de 7,6 nœuds (14,1 km/h) en plongée. Immergé, il avait un rayon d'action de 80 milles marins (150 km) à 4 nœuds (7,4 km/h; 4,6 milles par heure) et pouvait atteindre une profondeur de 230 m. En surface son rayon d'action était de 8 500 milles nautiques (soit 15 700 km) à 10 nœuds (19 km/h).
L'U-722 était équipé de cinq tubes lance-torpilles de 53,3 cm (quatre montés à l'avant et un à l'arrière) qui contenait quatorze torpilles. Il était équipé d'un canon de 8,8 cm SK C/35 (220 coups) et d'un canon antiaérien de 20 mm Flak. Il pouvait transporter 26 mines TMA ou 39 mines TMB. Son équipage comprenait 4 officiers et 40 à 56 sous-mariniers.

## Historique
Il suit sa formation initiale dans la 31. Unterseebootsflottille jusqu'au 31 juillet 1944, il rejoint son unité de combat dans 1. Unterseebootsflottille, puis dans la 11. Unterseebootsflottille à partir du 1er octobre 1944.
Sa première patrouille est précédée de courts trajets à Kiel, à Horten et à Marviken. Elle commence le 16 octobre 1944 au départ de Marviken pour les îles britanniques. Il rentre à son nouveau port d'attache de Saint-Nazaire le 20 novembre 1944, soit 36 jours en mer.
Sa deuxième patrouille du 7 au 29 décembre 1944, soit 23 jours en mer, le conduit dans la même zone que sa patrouille précédente. Il revient à Bergen, sans succès. 
Le 3 janvier 1945, l'U-722 quitte Bergen pour Trondheim qu'il atteint trois jours plus tard.
Sa troisième commence le 21 février 1945 au départ de Trondheim pour les îles britanniques. 
Le 16 mars 1945 à 9 h 20, l'U-722 rencontre son premier et dernier succès : il coule un navire marchand britannique du convoi RU-156 en Mer des Hébrides, au large de l'Écosse. 
Le 27 mars 1945, l'U-722 est coulé dans la même zone, à la position 57° 09′ N, 6° 55′ O, par des charges de profondeur des frégates britanniques HMS Fitzroy (K553) (en), HMS Redmill (K554) (en) et HMS Byron (K508) (en). 
Les 44 membres d'équipage meurent dans cette attaque.

## Affectations
- 31. Unterseebootsflottille du 15 décembre 1943 au 31 juillet 1944 (Période de formation).
- 1. Unterseebootsflottille du 1er août 1944 au 30 septembre 1944 (Unité combattante).
- 11. Unterseebootsflottille du 1er octobre 1944 au 27 mars 1945 (Unité combattante).

## Commandement
- Oberleutnant zur See Hans-Heinrich Reimers du 15 décembre 1943 au 27 mars 1945.

## Patrouilles
|       | Commandant         | Départ          | Départ      | Arrivée          | Arrivée     | Jours     | Succès  |
| ----- | ------------------ | --------------- | ----------- | ---------------- | ----------- | --------- | ------- |
|       | Oblt. Hans Reimers | 7 octobre 1944  | Kiel        | 9 octobre 1944   | Horten      | 3 jours   |         |
|       | Oblt. Hans Reimers | 13 octobre 1944 | Horten      | 14 octobre 1944  | Marviken    | 2 jours   |         |
| 1     | Oblt. Hans Reimers | 16 octobre 1944 | Marviken    | 20 novembre 1944 | St. Nazaire | 36 jours  |         |
| 2     | Oblt. Hans Reimers | 7 décembre 1944 | St. Nazaire | 29 décembre 1944 | Bergen      | 23 jours  |         |
|       | Oblt. Hans Reimers | 3 janvier 1945  | Bergen      | 6 janvier 1945   | Trondheim   | 4 jours   |         |
| 3     | Oblt. Hans Reimers | 21 février 1945 | Trondheim   | 27 mars 1945     | Coulé       | 35 jours  | 2 190   |
| Total | Total              | Total           | Total       | Total            | Total       | 103 jours | 2 190 t |

Note : Oblt. = Oberleutnant zur See

## Navire coulé
L'U-722 coula 1 navire marchand de 2 190 tonneaux au cours des 3 patrouilles (103 jours en mer) qu'il effectua.
| Date         | Nom        | Nationalité | Tonnage | Convoi | Fait  | Localisation        |
| ------------ | ---------- | ----------- | ------- | ------ | ----- | ------------------- |
| 16 mars 1945 | Inger Toft | Royaume-Uni | 2 190   | RU-156 | Coulé | 57° 25′ N, 6° 52′ O |